# Milos (unidade regional)
Milos (em grego Μήλου) é uma unidade regional da Grécia, localizada na região do Egeu Meridional. É formada pelas ilhas de Címolo, Milos, Sérifos, Sifnos e outras ilhas menores do Mar Egeu.

## Administração
Foi criada a partir da reforma administrativa instituída pelo Plano Calícrates de 2011, através de uma divisão da antiga Prefeitura das Cíclades. É subdividida em 4 municípios; são eles (numerados conforme o mapa):
- Milos (1)
- Címolo (2)
- Sérifos (3)
- Sifnos (4)